# Cyprus op de Olympische Winterspelen 1988
Tijdens de Olympische Winterspelen van 1988, die in Calgary (Canada) werden gehouden, nam Cyprus voor de derde keer deel.

## Deelnemers en resultaten

### Alpineskiën
| Olympiër             | Discipline       | Resultaat | Prestatie                        |
| -------------------- | ---------------- | --------- | -------------------------------- |
| Sokratis Aristodimou | super g (m)      | 48e       | 2.03,10 (+23,44)                 |
| Sokratis Aristodimou | reuzenslalom (m) | 54e       | 2.37,07 (+30,70) 1.20,54+1.16,53 |
| Sokratis Aristodimou | slalom (m)       | 32e       | 2.16,10 (+36,63) 1.11,48+1.04,62 |
| Alekhis Fotiadis     | super g (m)      | dnf       | opgave                           |
| Alekhis Fotiadis     | reuzenslalom (m) | 58e       | 2.43,62 (+37,25) 1.23,17+1.20,45 |
| Alekhis Fotiadis     | slalom (m)       | dnf-1     | opgave run 1                     |
|                      |                  |           |                                  |
| Karolina Fotiadou    | reuzenslalom (v) | 27e       | 2.44,58 (+38,09) 1.19,02+1.25,56 |
| Karolina Fotiadou    | slalom (v)       | 26e       | 2.14,92 (+38,23) 1.07,36+1.07,56 |

Amerikaanse Maagdeneilanden · Andorra · Argentinië · Australië · België · Bolivia · Bondsrepubliek Duitsland · Bulgarije · Canada · Chili · China · Chinees Taipei · Costa Rica · Cyprus · Denemarken · Duitse Democratische Republiek · Fiji · Filipijnen · Finland · Frankrijk · Griekenland · Groot-Brittannië · Guam · Guatemala · Hongarije · IJsland · India · Italië · Jamaica · Japan · Joegoslavië · Libanon · Liechtenstein · Luxemburg · Marokko · Mexico · Monaco · Mongolië · Nederland · Nederlandse Antillen · Nieuw-Zeeland · Noord-Korea · Noorwegen · Oostenrijk · Polen · Portugal · Puerto Rico · Roemenië · San Marino · Sovjet-Unie · Spanje · Tsjecho-Slowakije · Turkije · Verenigde Staten · Zuid-Korea · Zweden · Zwitserland